# Illume
Illume Oy es una productora finlandesa especializada en la producción de documentales establecida en 1987, cuyos fundadores fueron el director Jouko Aaltonen, el cámara Pertti Veijalainen y el antropólogo Heimo Lappalainen.
La empresa produce documentales, programas de televisión, programas educativos y de videos de marketing, además de haber participado en coproducciones internacionales. La compañía ha producido más de sesenta películas, de las cuales algunas han sido galardonadas en numerosos festivales nacionales e internacionales. Los principales productores de la empresa son, entre otros, Jouko Aaltosen, Heikki Huttu-Hiltusen, Anastasia Lapsui y Markku Lehmuskallio.

## Filmografía
- Taigan kansalaisia -elokuvatrilogia (1992)
- Kusum (2000)
- Hennan Leu'dd - Henna Leu'dd (2001)
- Blatnoi Mir (2001)
- Karjalainen kiirastuli - Karelian Terror (2002)
- Kenen joukoissa seisot - Revolution (2006)
- Jaruzelski – Kenraalin kiirastuli (2006)
- Unelmana Karjala - Dream of Karelia (2007)
- Uhrit 1918 - Victims 1918 (2008)
- Punk – tauti joka ei tapa - Punksters & Youngsters (2008)
- Kivilaitumet - Stone Pastures (2008)
- Helsinki, ikuisesti - Helsinki, Forever (2008)
- Liikkumavara - Within Limits (2009)
- Jäävuoren varjoon - Iceberg Shadow (2009)
- Kongon Akseli - A Man from the Congo River (2009)
- Sukunsa viimeinen - Last of the Line (2010)
- Taistelu Turusta - Battle for the City (2011)
- Jäämarssi - Frozen Hell (2011)
- Rotuerottelun perintö - Dreams Deferred (2012)
- Virtuaalinen sota - Virtual War (2012)
- Lordi – The Monsterboy (2014)